# Розплітаючи веселку
«Розплітаючи веселку: наука, омана та апетит до дива» (англ. Unweaving the Rainbow: Science, Delusion and the Appetite for Wonder) — книга англійського еволюційного біолога Річарда Докінза, що вийшла у 1998 році. У книзі автор розглядає взаємозв'язок між наукою та мистецтвом з погляду вченого.
Провідною темою твору є спростування хибного твердження про те що наука та мистецтво перебувають у супротивности. Розглянути цю тезу в окремій праці Докінза спонукали численні відгуки читачів на його книги «Егоїстичний ген» та «Сліпий годинникар» у яких вони обурювались занадто натуралістичним світоглядом автора та звинувачували його у бажані позбавити життя сенсу. Докінз воліє пояснити, що як науковець, він бачить світ повним див та джерелом насолоди, але не через незрозумілі дії божества, а завдяки логічним законам природи.
Відправною точкою книги є добре відоме легковажне звинувачення Джона Кітса в тому, що Ісаак Ньютон знищив поезію веселки, «звівши її до призматичних кольорів» Див. поему Кітса «Ламія» та «До науки» Едгара Аллана По. Мета Докінза — показати читачеві, що наука не знищує, а навпаки, відкриває поезію у природних закономірностях.

## Огляд змісту

### Передмова
Проте не має великого значення, чи може наука довести, що кінцева доля космосу позбавлена мети: ми живемо своїм життям на «людському» рівні, керуючись амбіціями та сприйняттями, які є більш природними. Отже, науку не слід боятися як своєрідного нудилу, який хоче відняти у вас сенс життя. Насправді, ті, хто шукає красу або поезію в своїй космології, не обов'язково повинні звертатися до паранормального або обмежуватися лише загадковим: сама наука, що займається розгадуванням таємниць, є красивою та поетичною. (Решта передмови містить загальний огляд книги, подяки тощо).

### Анастезія звичности

#### Початок
«Ми помремо, і саме це робить нас щасливцями. Більшість людей ніколи не помруть, бо вони ніколи не народяться. Потенційні люди, які могли б опинитися на моєму місці, але насправді ніколи не побачать світла дня, перевищують за кількістю піщинки Аравії. Безперечно, серед цих ненароджених привидів є поети, кращі за Кітса, та вчені, кращі за Ньютона. Ми знаємо це, тому що кількість можливих людей, дозволених нашою ДНК, значно перевищує кількість реальних людей. У світлі цих приголомшливих шансів саме ми, у своїй буденності, знаходимося тут. Ми, привілейовані, які виграли лотерею народження всупереч усьому, як ми можемо нарікати на наше неминуче повернення до того стану, з якого переважна більшість ніколи не виривалася?»

#### Підсумок
Перший розділ описує різноманітні випадки, коли всесвіт виглядає красивим і поетичним, при розгляду його з наукової точки зору. Однак спочатку він наводить додаткову причину для того, щоб прийняти науку. Час і простір безмежні, тому ймовірність того, що читач існує саме тут і зараз, а не в інший час чи місці, є дуже малою. Ще важливіше те, що ймовірність того, що читач взагалі існує, була ще меншою: правильна структура атомів мусила скластися у всесвіті. З огляду на те, наскільки особливі ці обставини, «благородним» є використання відведених кількох десятиліть людського життя для розуміння цього всесвіту. Замість того, щоб просто відчувати зв'язок з природою, слід піднятися над цим «анестезуючим звичним» і спостерігати за всесвітом з наукової точки зору.

### Герцогська вітальня
Цей розділ описує третю причину, чому слід приймати науку (перша і друга — краса і обов'язок): покращення своєї діяльності в мистецтві. Наука часто подається публіці в спрощеному форматі, «перекладена» так, щоб відповідати мовним і вже існуючим ідеям не-науковців. Це ображає громадськість, яка здатна оцінити красу всесвіту так глибоко, як і науковці. Успішне донесення неперекручених наукових ідей підвищує, а не плутає мистецтво; зрештою, поети (синонім для художників у Річарда Докінза — див. сторінку 24) і науковці керуються подібним духом захоплення. Тому ми повинні боротися зі стереотипом, що наука є складною, нецікавою і не корисною для звичайної людини.

### Штрих-коди у повітрі
Цей розділ пропонує більше доказів того, що наука — це весело і поетично, досліджуючи звукові хвилі, пташиний спів і низькочастотні явища, такі як маятник і періодичні масові вимирання.

### Штрих-коди у суді
Четверта причина, чому варто займатися наукою, полягає в тому, що вона може допомогти вершити правосуддя в суді, наприклад, за допомогою дактилоскопії ДНК або навіть за допомогою простих статистичних міркувань. Кожен повинен навчитися науковому мистецтву оцінки ймовірності, щоб приймати кращі рішення.

### Обдурені казковою фантазією
У цій главі досліджується те, що Докінз вважає помилками в астрології, релігії, магії та позаземних візитах. Також обговорюються легковір'я та критерій Г'юма.

### Розплутуючи таємниче
Дивовижні збіги трапляються набагато частіше, ніж ми думаємо, і іноді, коли їх надмірно інтерпретувати, вони призводять до хибних висновків. Тести на статистичну значущість можуть допомогти визначити, які закономірності є значущими.

### Величезні хмарні символи високої романтики
На відміну від «магістерської поезії» (де метафори і красива мова використовуються для опису знайомого), «учнівська поезія» використовує поетичні образи, щоб допомогти вченому мислити про екзотику (наприклад, розглянути можливість тимчасово «побути» електроном). Хоча це і корисно, деякі автори заходять занадто далеко і, «сп'янілі від метафори», створюють «погану науку», тобто постулюють хибні теорії. До цього спонукає природна схильність людства до пошуку репрезентацій.

### Егоїстичний кооператор
Гени конкурують між собою, але це відбувається в контексті співпраці, як показано на прикладах мітохондрій, бактерій і термітів. Два типи співпраці — це коадаптація (одночасне пристосування різних частин організму, наприклад, забарвлення квіток та їхнє маркування) та коеволюція (спільні зміни двох видів; наприклад, швидкість бігу хижака та жертви може зростати разом у своєрідній гонці озброєнь).

### Генетична книга мертвих
Тіло будь-якого організму дає підказки про його середовище існування. Гени дозволяють реконструювати картину різноманітних способів життя, які пережив вид. У цьому сенсі ДНК могла б стати палімпсестичним «цифровим архівом», якби тільки можна було повністю зрозуміти мову кодування історії, якою вона закодована. Насамкінець обговорюється цікава генетика зозуль.

### Переробляючи світ
Мозок подібний до потужного комп'ютера, який створює своєрідну віртуальну реальність для економічного моделювання навколишнього середовища. Обговорюються нейронні схеми і проводиться порівняння між мозком і генами: хоча і в різних часових масштабах, обидва фіксують минуле середовища, щоб допомогти організму зробити оптимальні дії в (передбачуваному) майбутньому.

## Петвак
У книзі введено термін Petwhac, скорочення від «Population of Events That Would Have Appeared Coincidental» (Популяція подій, які здавалася б випадковими). Докінз пропонує розглядати надзвичайно малоймовірні збіги в ширшому контексті інших подібних подій, які також могли б здаватися випадковими.
Прикладом може бути ситуація, коли людина на відпочинку за кордоном випадково зустрічає друга, якого не бачила роками. Окремо це може здаватися неможливим збігом, але якщо розглянути ширший контекст петвака (зустріч будь-якого друга з того ж періоду, або зустріч знайомого, або навіть непотрапляння на зустріч, але дізнатися пізніше, що ця особа була в тому ж місті в той час), справжні ймовірності стають більш імовірними. Коротко кажучи, чим більший петвак, тим сильніше обґрунтування, щоб уникнути приписування чогось долі чи випадковости.
Докінз наводить кілька прикладів петвака в книзі, два з яких — це годинник біля ліжка жінки (дружини Річарда Фейнмана), який зупинився точно в момент її смерті, та ясновидець, який зупиняє годинники своєї телевізійної аудиторії.
Перший пояснюється тим, що годинник мав механічний дефект, який змушував його зупинятися при відхиленні від горизонталі, що і зробила медсестра, щоб прочитати час смерті в умовах поганого освітлення. Справа з годинником, за словами самого Докінза, пояснюється наступним чином: Якщо чийсь годинник зупинився через три тижні після того, як було накладено закляття, навіть найбільш довірливі вважатимуть за краще списати це на випадок. Нам потрібно вирішити, наскільки велика затримка була б оцінена аудиторією як достатньо одночасна з оголошенням екстрасенса, щоб справити враження. Близько п'яти хвилин — це, безумовно, безпечно, особливо з огляду на те, що він може продовжувати розмову з кожним абонентом протягом декількох хвилин, перш ніж наступний дзвінок перестане здаватися приблизно одночасним. За рік відбувається близько 100 000 п'ятихвилинних періодів. Ймовірність того, що будь-який годинник, скажімо, мій, зупиниться у визначений п'ятихвилинний період, становить приблизно 1 до 100 000. Низькі шанси, але шоу дивляться 10 мільйонів людей. Якщо тільки половина з них носить годинники, ми можемо очікувати, що приблизно 25 з них зупиняться в будь-яку хвилину. Якщо лише чверть з них зателефонує до студії, то це 6 дзвінків, більш ніж достатньо, щоб ошелешити наївну аудиторію. Особливо, якщо додати дзвінки від людей, чий годинник зупинився напередодні, людей, чий годинник не зупинився, але зупинився годинник їхнього дідуся, людей, які померли від серцевих нападів, і їхні родичі, що втратили близьких, зателефонували, щоб сказати, що їхній годинник зупинився, і так далі.